# Président de la république du Kosovo
Le président de la république du Kosovo (en albanais : Presidenti i Republikës së Kosovës ; en serbe cyrillique : Председник Република Косова ; en serbe latin : Predsednik Republika Kosova) est le chef de l'État du Kosovo. Il est élu par l'Assemblée du Kosovo.
Le premier « président du Kosovo » officiel est Fatmir Sejdiu, alors que la province est encore sous administration internationale. Il est également le premier président de la république du Kosovo indépendant. Pour les Kosovars cependant, le premier président est Ibrahim Rugova, titulaire du poste entre 1992 — chute de la Yougoslavie communiste — et son décès en 2006.
L'actuelle titulaire de la fonction est Vjosa Osmani depuis le 4 avril 2021.

## Élections présidentielles

### Incompatibilité
L'article 88 de la Constitution dispose que le président ne peut exercer aucune fonction publique ni aucune fonction au sein d'un parti politique.

### Conditions d'éligibilité
L'article 85 dispose explicitement deux conditions d'éligibilité à la présidence : être citoyen kosovare et avoir au minimum 35 ans. Un citoyen doit avoir recueillis au moins 30 signatures de députés de Assemblée du Kosovo pour être candidat.

### Processus électoral
Le président est élu pour un mandat de cinq ans renouvelable une seule fois au suffrage indirect par les 120 membres de l'Assemblée, à bulletin secret,. Cette élection doit se dérouler au moins 30 jours avant la fin du mandat du président sortant.
Pour se présenter, un candidat doit obtenir les signatures de soutien d'au moins trente députés. Ces derniers ne peuvent donner leur soutien qu'à un seul candidat. 
Est élu à la présidence le candidat recueillant une majorité des deux tiers du total des députés, soit 80 voix. À défaut, un second tour est organisé dans les mêmes conditions. Si aucun candidat n'est élu au bout des deux premiers tours, un troisième est organisé entre les deux candidats ayant obtenu le plus de voix au deuxième tour. Est alors déclaré élu le candidat recueillant la majorité absolue du total des députés, soit 61 voix. Les députés peuvent néanmoins s'abstenir ou voter blancs ou nuls.
Si aucun candidat n'est élu à l'issue du troisième tour, l'assemblée est dissoute et des élections législatives convoquées dans les quarante cinq jours. Une nouvelle élection présidentielle est organisée après la prise de fonction des nouveaux députés.
Les majorités exigées sont basées sur le nombre total de membres de l'assemblée, et non les seuls membres présents. Le 22 février 2011, l'homme d'affaires Behgjet Pacolli est élu président de la République par l'Assemblée du Kosovo après avoir conclu une alliance avec le Parti démocratique du Kosovo (PDK) du Premier ministre sortant Hashim Thaçi. Les partis d'opposition, notamment la Ligue démocratique du Kosovo (LDK) et l’Alliance pour l'avenir du Kosovo (AAK) boycottent la séance et saisissent la Cour constitutionnelle. Le 28 mars 2011, celle-ci déclare l'élection illégale : seuls 67 députés sur 120 étaient présents lors du vote, un nombre inférieur aux deux tiers requis par la Constitution.

### Prestation de serment
Le président prend ses fonctions après avoir prêté serment, lequel est défini par la loi.

## Compétences
Le président représente la république du Kosovo en interne et en externe. Il garantir le fonctionnement constitutionnel des institutions.

### Fonctions législatives
Le président annonce les élections de l'Assemblée du Kosovo et décide de la date de sa première session. Il promulgue les lois adoptées par l'Assemblée. Il peut renvoyer les lois adoptées par l'Assemblée à celle-ci afin qu'elles soient rediscutées lorsque le président considère qu'elles sont contraires aux intérêts légitime de la République ou une de ses communautés. Ce droit ne peut être utilisé qu'une fois par loi. Il prononce un discours devant l'Assemblée au moins une fois par an.
Le président peut adopter des décrets et proposer des amendements à la Constitution. Il peut poser des questions concernant la Constitution à la Cour constitutionnelle.
Il préside le Conseil consultatif des Communautés.

### Affaires étrangères
Le président mène la politique étrangère du pays et signe les accords internationaux. Il reçoit les lettres d'accréditation des représentants étrangers au Kosovo. Il accrédite les représentants diplomatiques et consulaires du Kosovo à l'étranger.

### Forces armées et situations de crises
Le président est le commandant-en chef des forces de sécurité kosovare. Il déclenche l'état d'urgence avec le Premier ministre. Il convoque les réunions du Conseil de sécurité du Kosovo et le préside lorsque l'état d'urgence est enclenché.

### Nomination
Le président : nomme le candidat à la fonction de Premier ministre du Kosovo après que le parti politique ou la coalition ayant la majorité à l'Assemblée en ait proposé un ; nomme et révoque le Président de la Cour suprême du Kosovo et les juges sur proposition du Conseil judiciaire du Kosovo ; nomme et révoque les procureurs du Kosovo ; nomme les juges de la Cour constitutionnelle sur proposition de l'Assemblée ; nomme le commandant des forces de sécurité du Kosovo ; nomme, en accord avec le Premier ministre, le directeur, le vice-directeur et l'inspecteur général de l'agence de renseignement du Kosovo ; nomme le président de la Commission centrale des élections ; et nomme le gouverneur de la Banque centrale du Bureau de direction de celle-ci.

### Fonctions cérémonielles
Le président confère les médailles, titres et récompenses. Il accorde la grâce présidentielle.

## Statut
Le président ne peut être jugé, même au civil, ou démis pour des actions ou décisions prises dans le cadre de ses responsabilités de président.

## Succession

### Vacance temporaire de la présidence
Si le président est dans l'incapacité de remplir ses fonctions, il peut transférer volontairement celles-ci au président de l'Assemblée qui assurera l'intérim. Cet ordre du président doit porter sa signature et la durée du transfert de compétence. Le président reprend ses fonctions par la suite.
Quand il n'y a pas de transfert de compétences, l'Assemblée du Kosovo détermine à un vote aux deux tiers, après consultation de l'équipe médicale, que le président ne peut exercer ses fonctions et que l'intérim doit être assuré par le président de l'Assemblée.
Ce transfert ne peut durer plus de six mois.

### Destitution
Le président peut être destitué en cas de crimes sérieux, de maladies graves ou de violation de la Constitution.
La procédure de destitution est initiée par un tiers des députés par pétition expliquant les raisons de la destitution envisagée. Si cette raison est une maladie grave, alors l'Assemblée doit consulter les consultants médicaux pour confirmer l'état de santé du président. Si cette raison est une violation de la Constitution, la pétition doit être soumise à la Cour constitutionnelle qui doit en déterminer la validité dans les sept jours.
Si le président a été condamné pour un crime sérieux, ou si l'Assemblée détermine que le président ne peut exercer ses fonctions du fait d'une maladie grave, ou encore, si la Cour constitutionnelle confirme la violation de la Constitution, l'Assemblée peut destituer le président par un vote des deux tiers de ses membres.

## Liste des présidents de la République
| Titulaire | Titulaire | Titulaire              | Élection     | Mandat            | Mandat            | Parti |
| Titulaire | Titulaire | Titulaire              | Élection     | Début             | Fin               | Parti |
| --------- | --------- | ---------------------- | ------------ | ----------------- | ----------------- | ----- |
|           |           | Fatmir Sejdiu (1951)   | 2006         | 17 février 2008   | 27 septembre 2010 | LDK   |
|           |           | Jakup Krasniqi (1951)  | Intérim      | 27 septembre 2010 | 22 février 2011   | PDK   |
|           |           | Behgjet Pacolli (1951) | février 2011 | 22 février 2011   | 1er avril 2011    | AKR   |
|           |           | Jakup Krasniqi (1951)  | Intérim      | 1er avril 2011    | 7 avril 2011      | PDK   |
|           |           | Atifete Jahjaga (1975) | avril 2011   | 7 avril 2011      | 7 avril 2016      | SE    |
|           |           | Hashim Thaçi (1968)    | 2016         | 7 avril 2016      | 5 novembre 2020   | PDK   |
|           |           | Vjosa Osmani (1982)    | Intérim      | 5 novembre 2020   | 22 mars 2021      | Guxo  |
|           |           | Glauk Konjufca (1981)  | Intérim      | 22 mars 2021      | 4 avril 2021      | VV    |
|           |           | Vjosa Osmani (1982)    | 2021         | 4 avril 2021      | en fonction       | Guxo  |

## Sources

## Compléments